# Galáxia medusa

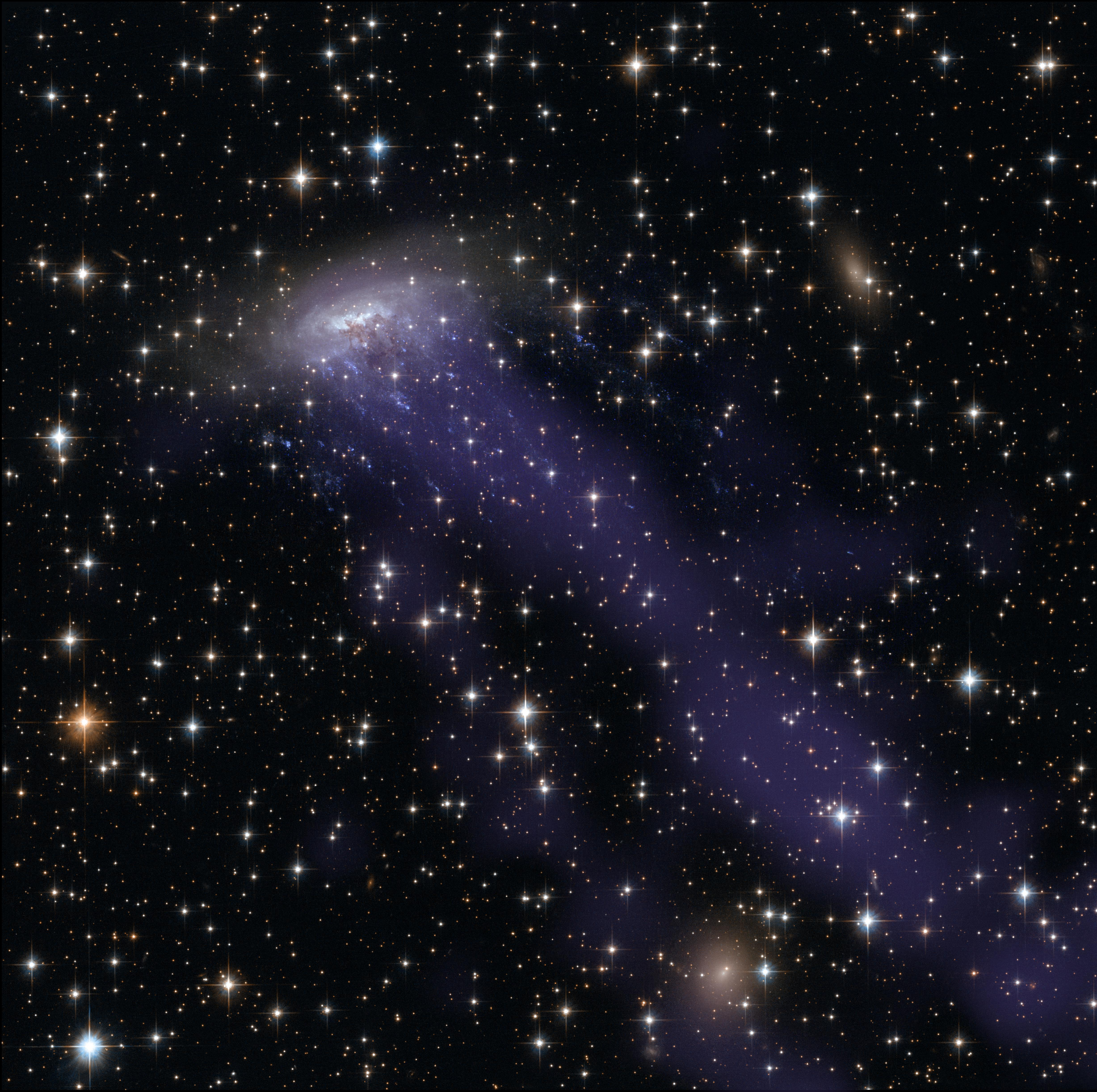
ESO 137-001

Uma galáxia medusa ou galáxia água-viva é um tipo de galáxia encontrada em aglomerados de galáxias. Essas galáxias medusas exibem trilhas unilaterais de nós e filamentos, que dão às galáxias uma aparência semelhante à de uma água-viva, de onde surgiu o nome.

## Formação
Evidências do Telescópio Espacial Hubble sugerem que galáxias medusas surgem quando as galáxias espirais são dilaceradas, à medida que se movem em direção a aglomerados de galáxias densos. Os "tentáculos" das galáxias água-viva são produzidos em aglomerados, onde perdem gás interestelar devido a um processo denominado remoção de pressão de aríete, onde a atração gravitacional mútua faz com que essas galáxias "caiam" em alta velocidade nos aglomerados, onde encontram um gás mais quente e denso, desencadeando explosões estelares ao longo de uma "cauda" de gás. A direção e a posição dos tentáculos informam como a galáxia está se movendo, geralmente em direção ao centro do aglomerado. Estrelas das bordas externas da galáxia espiral são puxadas para dentro do aglomerado, destruindo sua forma característica. Com o tempo, toda a galáxia espiral é puxada para o aglomerado onde se funde com outras galáxias para formar uma galáxia elíptica.

## Características
Ainda que as galáxias medusas compartilham características morfológicas semelhantes, a extensão e a força da formação de estrelas varia, assim como o grau de deformação morfológica. O último é provavelmente causado principalmente por diferenças na inclinação do disco na direção de movimento, enquanto o primeiro pode ser um indicativo da fase do transformação, no sentido de que a formação de estrelas no gás-galáxia a interface pode desaparecer à medida que o gás é removido.
Caudas de galáxias medusas são multifásicas, contendo gás com uma ampla gama de densidades e temperaturas. Ao contrário das galáxias usuais que têm estrelas se formando no disco, as galáxias medusas também apresentam formação de estrelas em seus tentáculos.

## Galeria

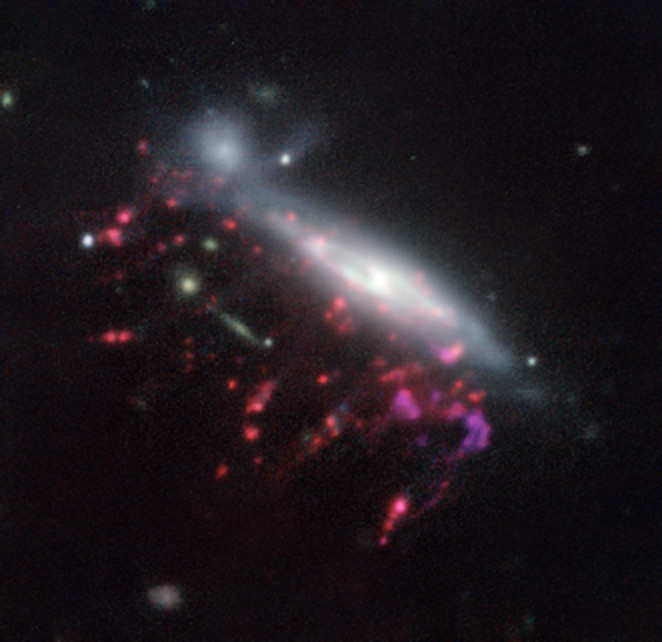
Galáxia medusa JO204 tomada pelo instrumento MUSE do ESO.
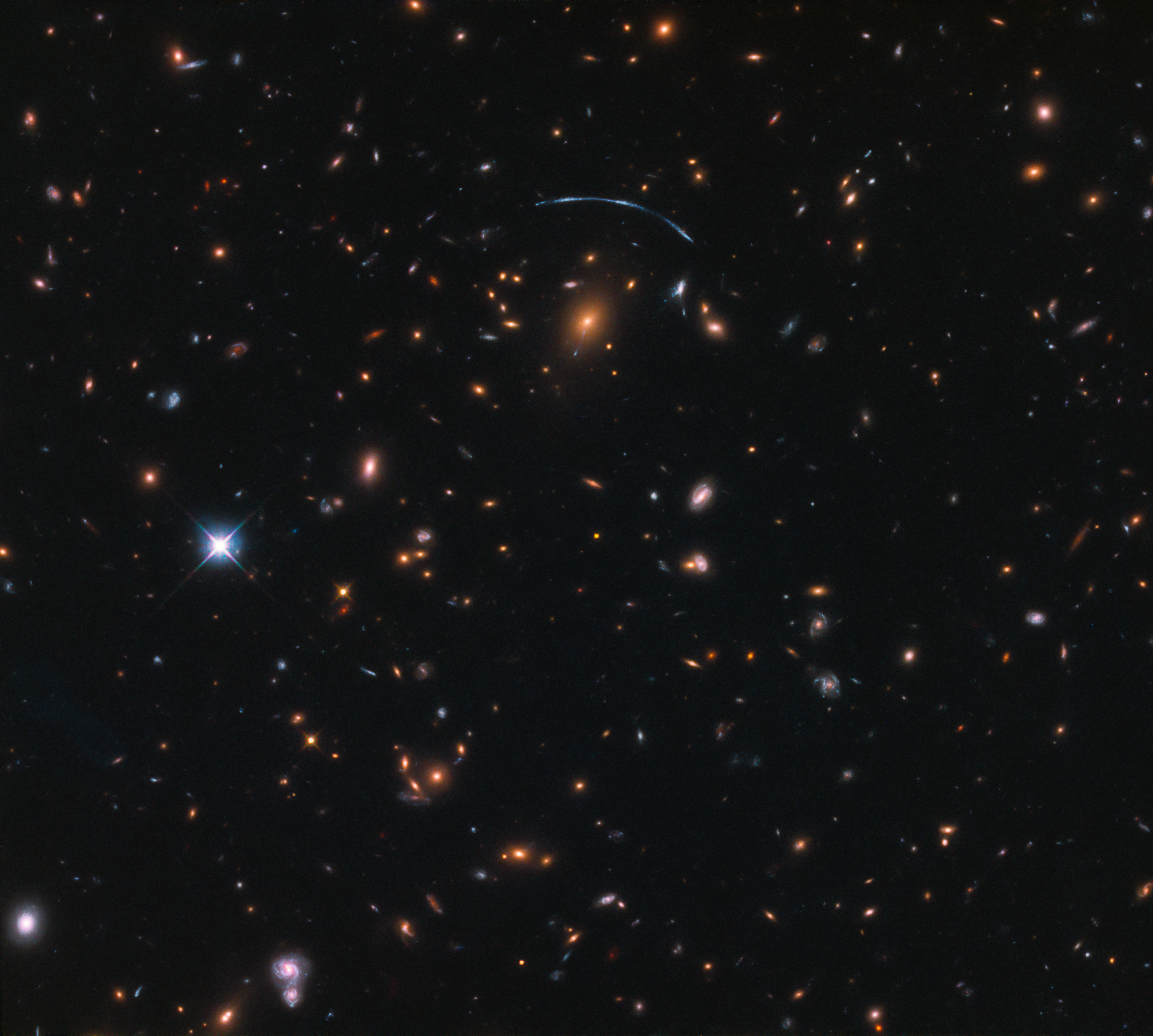
Galáxia de água-viva em SDSS J1110 + 6459, visível próximo ao aglomerado e aparentemente gotejando material azul brilhante.